# Стшемешно
Стшемешно (пол. Strzemeszno) — село в Польщі, у гміні Гомбін Плоцького повіту Мазовецького воєводства.
Населення — 150 осіб (2011).
У 1975-1998 роках село належало до Плоцького воєводства.

## Демографія
Демографічна структура станом на 31 березня 2011 року:
|          | Загалом | Допрацездатний вік | Працездатний вік | Постпрацездатний вік |
| -------- | ------- | ------------------ | ---------------- | -------------------- |
| Чоловіки | 70      | 16                 | 44               | 10                   |
| Жінки    | 80      | 20                 | 40               | 20                   |
| Разом    | 150     | 36                 | 84               | 30                   |